# Simon och ekarna
Simon och ekarna är en roman av Marianne Fredriksson, utgiven 1985. Utgångspunkten för historien är staden Göteborg mot en bakgrund av andra världskrigets förföljelser av judar. 2011 producerades en långfilm med samma titel efter romanhistorien.

## Handling
Romanen, som utspelar sig främst under 1940-talet, handlar om Simon Larssons barndom, ungdom och väg in i vuxenlivet. Simon är av halvjudisk härkomst men är adopterad av ett arbetarpar, Karin och Erik Larsson, som bor i ett ytterområde i Göteborg, nära Göta älvs utlopp i havet. Han får en skolkamrat och vän i den judiske pojken Isak Lentov, vars far Ruben är en välbärgad bokhandlare. Familjen Lentov har flytt från det nazistiska Tyskland före andra världskriget. När Isaks psykiskt sjuka mor blir icke kontaktbar och inlåst på mentalsjukhus blir Karin Larsson som en ny mor för honom. Även Erik Larsson uppskattar Isak som, till skillnad från den bokligt intresserade och intelligente Simon, är händig och kan hjälpa till i Eriks båtbyggerirörelse. Familjerna Larsson och Lentov smälter alltmer samman till en enhet.

## Produktionsbakgrund
Marianne Fredriksson skrev romanen om Simon efter att ursprungligen ha försökt skriva en roman om en flicka, vilket inte lyckades. Fredriksson menar ändå att Simon har mycket gemensamt med henne själv.[källa behövs]

## Bearbetningar

### Teater
Simon och ekarna sattes upp som teaterföreställning på Folkteatern i Göteborg 2002-04 med manus av Kjell Sundstedt och regi av Niklas Hjulström.

### Film
- Simon och ekarna, 2011, i regi av Lisa Ohlin.